# Parlamentswahl in Monaco 1998
- NDU: 18

Die Wahl des Conseil National, des Parlaments des Fürstentums Monaco, fand am 1. Februar und 8. Februar 1998 statt.
In zwei Wahlgängen wurden 18 Sitze des Nationalrates neu besetzt.

## Wahlsystem
Das Wahlsystem sah zwei Wahlgänge vor. Im ersten Wahlgang wurden 15 Sitze und im zweiten Wahlgang 3 Sitze vergeben.

## Ergebnis
Die Partei ''Nationale und Demokratische Union'' konnte alle 18 Sitze gewinnen.
| Partei                  | Partei                                            | 1. Wahlgang | 1. Wahlgang | 1. Wahlgang | 1. Wahlgang | 2. Wahlgang | 2. Wahlgang | 2. Wahlgang | 2. Wahlgang | Sitze insgesamt | Sitze insgesamt |
| Partei                  | Partei                                            | Anzahl      | %           | +/−         | Sitze       | Anzahl      | %           | +/−         | Sitze       | Sitze           | +/−             |
| ----------------------- | ------------------------------------------------- | ----------- | ----------- | ----------- | ----------- | ----------- | ----------- | ----------- | ----------- | --------------- | --------------- |
|                         | Nationale und Demokratische Union (NDU)           | 32,531      | 67,4        |             | 15          | 3,999       | 49,5        |             | 3           | 18              | ▲3              |
|                         | Nationale Union für die Zukunft von Monaco (NUZM) | 11,285      | 23,4        |             | 0           | 3,196       | 39,6        |             | 0           | 0               | Neu             |
|                         | Versammlung für die Familie (VF)                  | 4,446       | 9,2         |             | 0           | 883         | 10,9        |             | 0           | 0               | Neu             |
|                         |                                                   |             |             |             |             |             |             |             |             |                 |                 |
| Gesamt                  | Gesamt                                            | 48,262      | 100,0       |             | 15          | 8,078       | 100,0       |             | 3           | 18              |                 |
|                         |                                                   |             |             |             |             |             |             |             |             |                 |                 |
| Wahlbeteiligung         | Wahlbeteiligung                                   | 3,591       | 72,8        |             |             | 3,226       | 65,4        |             |             |                 |                 |
| Wahlberechtigte         | Wahlberechtigte                                   | 4,931       | 100,0       |             |             | 4,932       | 100,0       |             |             |                 |                 |
|                         |                                                   |             |             |             |             |             |             |             |             |                 |                 |
| Quelle: Maire de Monaco |                                                   |             |             |             |             |             |             |             |             |                 |                 |